# Чурапча (озеро)
Чурапча (якут. Чурапчы күөл) — озеро в населённом пункте Чурапча, Республика Саха, Чурапчинский улус. Площадь 525,5 га. Находится в бассейне реки Татта.

## Название
Первоначально озеро называлось Лэбэн Табы, далее Ус Могойдоох, потом Сэттэ Бэдэрдэх. Окончательно за озером закрепилось название одноименного населённого пункта.
Этимология слова Чурапча точно не установлена, возможно, это несколько видоизменённое эвенкийское слово чирипчу — «вонючий», «грязный». Также, согласно версии местных краеведов, топоним Чурапча может происходить от слова Чарапчы, означающего «навес», «козырек от солнца».

## Гидрология
В озеро с запада впадает река Куохара, кроме того приток воды идёт через каналы от реки Татта. Вода, промывая озеро, выходит через шлюз — регулятор «Харыылаах».

## Гидрохимия
Вода в озере не соответствует санитарным требованиям предъявляемым к качеству воды рекреационного водопользования по содержанию трудноокисляемых органических веществ (в 2013 году превышение содержания достигало 260 %).

## Охрана
В соответствии с Указом Президента Республики Саха (Якутия) от 16 августа 1994 года № 836 «О введении особого режима пользования и охраны уникальных озёр РС(С), озеро „Чурапча“ включен в список».